# Eleccions legislatives búlgares de 1991

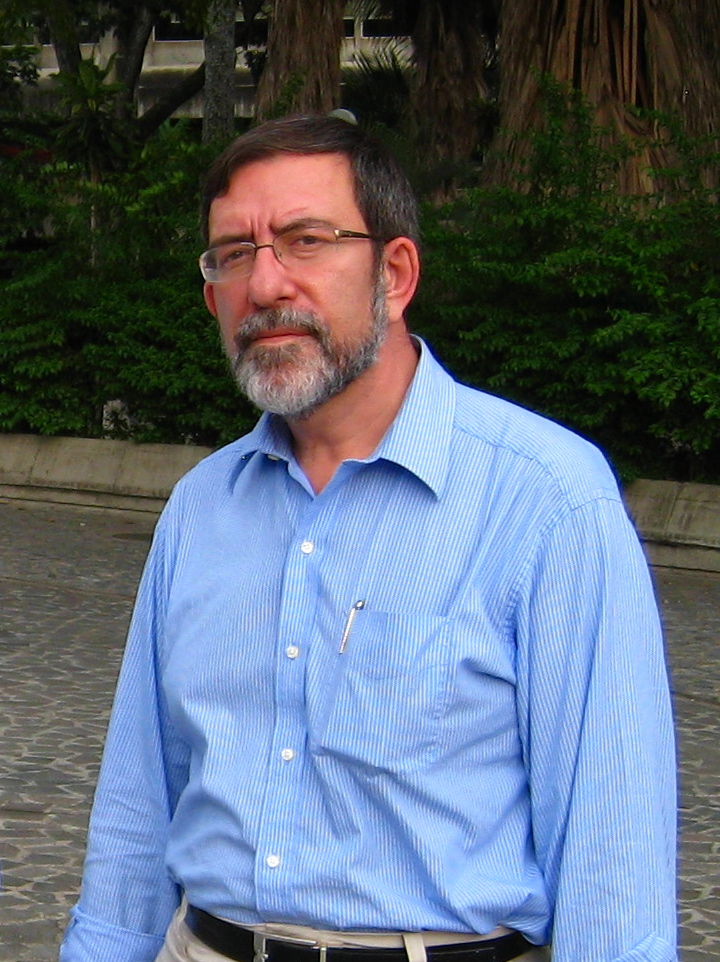
Fotografia de Filip Dimitrov, guanyador de les eleccions.

Les eleccions legislatives búlgares de 1991 se celebraren el 17 de desembre de 1991 per a renovar els 240 membres de l'Assemblea Nacional de Bulgària. El vencedor fou la Unió de Forces Democràtiques i el seu cap de llista Filip Dimitrov, fou nomenat primer ministre de Bulgària.
Resultats de les eleccions de 17 de desembre de 1991 per a renovar l'Assemblea Nacional de Bulgària 
| Coalicions i partits              | Coalicions i partits                                                                                                  | Vots      | %     | Escons |
| --------------------------------- | --- | --------- | ----- | ------ |
|                                   | Unió de Forces Democràtiques (Săjuz na Demokratičnite Sili)                                                           | 1.903.567 | 34,36 | 110    |
|                                   | Unió Pre-Electoral (Predizboren suyuz) - Partit Socialista Búlgar (Bălgarska Socialističeska Partija) - 9 partits més | 1.836.050 | 33,14 | 106    |
|                                   | Moviment pels Drets i les Llibertats (Dviženie za Prava i Svobodi)                                                    | 418.168   | 7,55  | 24     |
|                                   | Unió Popular Agrària Búlgara-Units (Bălgarski Zemedelski Naroden Săjuz-Obedinen)                                      | 214.052   | 3,86  | --     |
|                                   | Unió Popular Agrària Búlgara-Nikola Petkov (Bălgarski Zemedelski Naroden Săjuz-Nikola Petkov)                         | 190.454   | 3,44  | --     |
|                                   | Unió de Forces Democràtiques-Centre (Săjuz na Demokratičnite Sili-Centur)                                             | 177.295   | 3,2   | --     |
|                                   | Unió de Forces Democràtiques-Liberal (Săjuz na Demokratičnite Sili-Liberali)                                          | 155.902   | 2,81  | --     |
|                                   | Federació Regne de Bulgària – (Koalicija Federacija Carstvo Balgarija)                                                | 100.883   | 1,82  | -      |
|                                   | Bloc d'Empresaris Búlgars (Bulgarska biznes blok)                                                                     | 73.379    | 1,32  | --     |
|                                   | Llibertat Coalició per la Constitució de Turnovo (Koalitsiya za Turnovska konstitutsiya 'Svoboda)                     | 39.719    | 0,72  | -      |
|                                   | Partit Comunista Búlgar - (Bulgarska Komunisticeska Partija)                                                          | 39.386    | 0,71  | -      |
|                                   | Total (participació 83,87%)                                                                                           | 5.694.842 | 100.0 | 240    |
| Vots nuls                         | Vots nuls | 155.005   |       |        |
| Vots vàlids                       | Vots vàlids | 5.540.837 |       |        |
| Vots registrats                   | Vots registrats | 6.790.006 |       |        |
| Font: Arxiu Electoral d'Adam Carr | |           |       |        |